# Хельсингборгская ратуша
Ратуша города Хельсингборг в неоготическом стиле построена по проекту шведского архитектора Альфреда Хеллерстрёма в 1897 году. С 1967 года — памятник архитектуры.
Первое упоминание о ратуше в Хельсингборге относится к 1511 году. Городской магистрат неоднократно переезжал с места на место, однако к концу XIX века, когда Хельсингборг начал стремительно расти, стала ясна необходимость в новом, большом и нарядном, здании с приёмной мэра, помещениями для городского суда, пожарной охраны, полиции и тюрьмы, с центральным отоплением, электричеством, телефоном и водопроводом.
Первое заседание комитета по строительству состоялось 24 марта 1886 года. В 1889 году был объявлен архитектурный конкурс, первое место на котором занял в ту пору 26-летний Альфред Хеллерстрём, впоследствии главный архитектор Хельсингборга и автор множества красивых зданий здесь и в Лунде. Новая ратуша возводилась с 1892 года и была открыта 9 января 1897 года.
Четырёхэтажное здание ратуши из красного кирпича двух оттенков расположено на Drottninggatan, главной улице центра города, рядом с гаванью. Прямоугольное в плане, с внутренним двором, оно обрамлено по углам четырьмя башнями, по форме как крепостные, с декоративными машикулями. Две из них, полукруглые под коническими навершиями, фланкируют боковой фасад, обращённый на Stortorget, со стрельчатым порталом южного входа и ведущей к нему торжественной барочной двухмаршевой изогнутой лестницей.
На главный фасад выходят стрельчатые окна залов заседаний высотой в два этажа, с витражами по эскизам Густава Седерстрёма, изображающими события из истории Хельсингборга. По центру — стройная часовая башня высотой 65 метров, увенчанная флюгером в форме льва и напоминающая формами колокольню Святого Марка в Венеции. Четыре циферблата часов выходят на все стороны света, башня оснащена также двумя набатными колоколами. Интересны водосливы в виде драконов по углам башенной крыши. С 1960 года с неё ежедневно играет музыка, стилизованная под звук карильона.
Прямо под башней — главный вход, также под заглублённой стрельчатой аркой с архивольтом, ведущий в вестибюль ратуши с роскошной внутренней лестницей. Главный вход украшают кованые фонарные столбы в готическом стиле с гербом Хельсингборга. Над порталом, по сторонам от широкого центрального окна — трёхметровые бронзовые скульптуры Альберта фон Штокенстрёма, олицетворяющие Право и Справедливость. На балконе бокового фасада ещё две статуи того же автора, изображающие средневекового мэра города и его жену.
Цоколь здания облицован серым гранитом. Крутая шиферная крыша ратуши, также как и навершия угловых башен, оформлена двумя рядами слуховых окон под оригинальными медными колпачками. Парадный боковой фасад завершён ступенчатым фронтоном.
Возле стены хельсингборгской ратуши установлены две мемориальных стелы, посвящённых датским и норвежским беженцам Второй мировой войны, нашедшим приют в Хельсингборге.